# درد در سخت‌پوستان

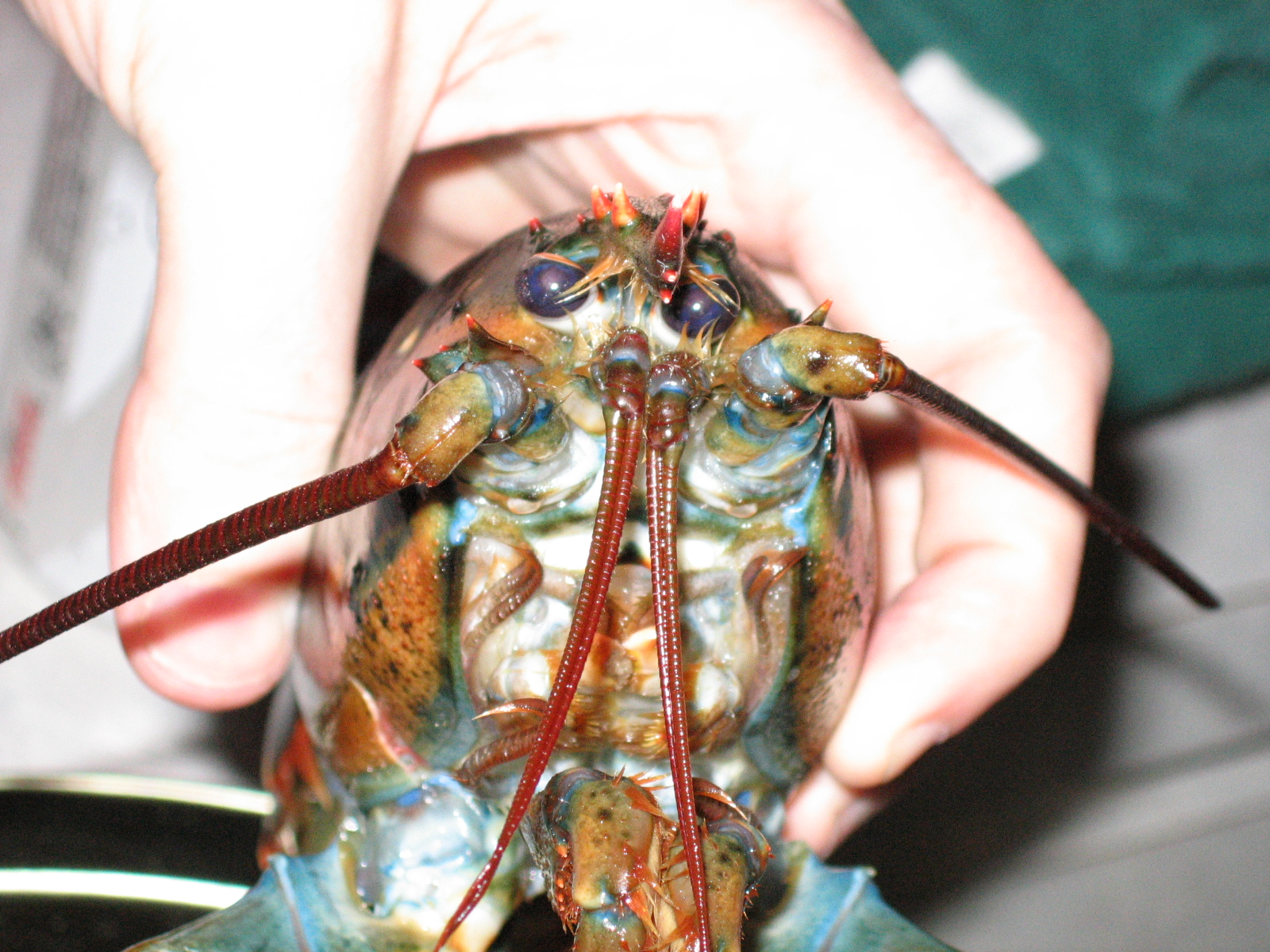
سر خرچنگ زنده از نزدیک

درد در سخت‌پوستان یک بحث علمی است که این پرسش را مطرح می‌کند که آیا آنها درد را تجربه می‌کنند یا نه. درد یک حالت روانی پیچیده است، با کیفیت ادراکی مشخص اما همراه با رنج، که یک حالت عاطفی است. به دلیل این پیچیدگی، وجود درد در یک جانور یا انسان دیگر را نمی‌توان با استفاده از روش‌های دیداری بدون ابهام تعیین کرد، اما این نتیجه که جانوران درد را تجربه می‌کنند اغلب بر اساس حضور احتمالی هوشیاری پدیده‌ای از فیزیولوژی مقایسه‌ای مغز و همچنین واکنش‌های فیزیکی و رفتاری استنباط می‌شود.
در خرچنگ Procambarus clarkii، داروهای ضداضطراب (کاهش استرس) ساخته‌شده برای انسان نیز سبب کاهش اضطراب می‌شود.
‌قانون‌گذاری از برخی از بی‌مهرگان هنگامی که در تحقیقات استفاده می‌شود محافظت می‌کند. گونه‌های محافظت‌شده بین کشورها و مناطق متفاوت است.